# Jeff Pilson
Jeffrey Steven Pilson (Lake Forest, 19 gennaio 1959) è un bassista e produttore discografico statunitense, noto per aver fatto parte della band Dokken ed altre band come i Dio, McAuley Schenker Group, War & Peace e Foreigner. Pur ricoprendo il ruolo di bassista, Jeff è polistrumentista.

## Biografia
Jeff Pilson è nato in Illinois e ha trascorso parte della sua giovinezza a Milwaukee, Wisconsin, prima di trasferirsi a Longview, Washington, dove si diploma nel 1976. Ha cominciato a suonare il basso all'età di 13 anni e ha studiato musica presso la Università del Washington, tuttavia ha interrotto il corso senza prendersi la laurea al fine di perseguire il suo sogno di suonare rock'n'roll. Nel 1978 si trasferisce a San Francisco dove registra alcune esperienze in band locali. Nel 1983 raggiunge invece Los Angeles dopo essere stato contattato dal frontman Don Dokken, che era in cerca di un bassista per la sua band Dokken. Pilson entrò nella band giusto in tempo per apparire nel videoclip del singolo Breaking the Chains, seppur senza aver suonato nella traccia originale.
Jeff Pilson è diventato un membro vitale dei Dokken durante gli anni della loro scalata al successo, contribuendo a scrivere hits quali Into the Fire, Just Got Lucky, Alone Again, The Hunter, In My Dreams, It's Not Love, Kiss of Death, Dream Warriors e molti altri. In seguito allo scioglimento dei Dokken nel 1989, Pilson ha fondato la band War & Peace. Nei primi anni novanta ha inoltre lavorato come turnista per Wild Horses, il chitarrista Michael Lee Firkins e il McAuley Schenker Group, prima di rientrare nei riformati Dokken per registrare l'album Dysfunctional nel 1995. Parallelamente è entrato nei Dio suonando negli album Strange Highways (1994) e Angry Machines (1996).
Nel 2001 lascia definitivamente i Dokken, per registrare insieme all'ex compagno George Lynch l'album Wicked Underground, che viene descritto come una via di mezzo fra le classiche canzoni "Dokken-style" ed i recenti lavori solisti di George Lynch e viene ben accolto dai fan (che fra l'altro hanno avuto la possibilità di decidere con un referendum quale nome dare al progetto).
Pilson è diventato il bassista dei Foreigner nell'estate del 2004 in una formazione totalmente rinnovata comprendente Mick Jones, Kelly Hansen e Jason Bonham. Nel 2009 la band registra il suo primo album dopo quindici anni, Can't Slow Down.
Nel 2011 fonda il gruppo T & N insieme ai suoi ex compagni nei Dokken, George Lynch e Mick Brown. La band pubblica l'album Slave to the Empire nel 2012, in cui Pilson ricopre il ruolo di voce solista aiutato da alcuni ospiti speciali. Ritorna a collaborare con Lynch nel 2015 prendendo parte alle incisioni dell'album Rebel dei Lynch Mob.

### Altre attività
Jeff suonò anche negli Steel Dragon, una band composta apposta per il film Rock Star del 2001 nel quale erano compresi anche Zakk Wylde e Jason Bonham.
Ha inoltre svolto gradualmente il ruolo di produttore, lavorando ad album di Benedictum e Kill Devil Hill. Nel 2015 ha prodotto l'album Heavy Crown del gruppo Last in Line nato dalla reunion della prima formazione dei Dio.
Nel 2011 ha prestato la voce al personaggio di Johnny Cage nel videogioco Mortal Kombat.

## Discografia

### Con i Dokken

#### Album in studio
- Tooth and Nail (1984)
- Under Lock and Key (1985)
- Back for the Attack (1987)
- Dysfunctional (1995)
- Shadowlife (1997)
- Erase the Slate (1999)

#### Live
- Beast from the East (1988)
- One Live Night (1995)
- Live from the Sun (2000)
- Yesterday & Today (2001)
- Japan Live '95 (2003)

#### Raccolte
- The Best of Dokken (1994)
- The Very Best of Dokken (1999)
- Alone Again and Other Hits (2003)
- The Definitive Rock Collection (2006)

### Con i Dio
- Strange Highways (1994)
- Angry Machines (1996)
- Master of the Moon (2004)

#### Raccolte
- The Very Beast of Dio (2000)

### Con gli M.S.G.
- M.S.G. (1991)
- Heavy Hitters (2005)

### Con i War & Peace
- Time Capsule (1993)
- The Flesh and Blood Sessions (1999)
- Light at the End of the Tunnel (2001)
- The Walls Have Eyes (2004)

### Altri Album
- Varii artisti - Hear 'n Aid (1985)
- Michael Lee Firkins - Michael Lee Firkins (1990)
- Wild Horses - Bareback (1991)
- George Lynch - Sacred Groove (1993)
- Paul Shortino/Jeff Northrup - Back on Track (1993)
- Craig Goldy - Insufficient Therapy (1993)
- Atsushi Yokozeki Project - Raid (1993)
- Cage - F-Y-CO (1996)
- Munetaka Higuchi - Free World (1997)
- Steel Dragon - Rockstar (2001)
- Robin Brock - Hiden Power (2001)
- Sebastian Bach - Bach 2: Basics (2001)
- Lynch/Pilson - Wicked Underground (2003)
- Wild Horses - Dead Ahead (2003)
- George Lynch - The Lost Anthology (2005)
- George Lynch - Guitar Slinger (2007)
- Foreigner - Can't Slow Down (2009)
- T & N - Slave to the Empire (2012)
- Starship - Loveless Fascination (2013)
- Lynch Mob - Rebel (2015)

### Tribute Album
- Stairway to Heaven: A Tribute to Led Zeppelin (1997)
- Thunderbolt: A Tribute to AC/DC (1998)
- Not the Same Old Song and Dance: Tribute to Aerosmith (1999)
- Bat Head Soup: A Tribute to Ozzy (2000)
- Warmth in the Wilderness: A Tribute to Jason Becker (2001)
- One Way Street: A Tribute to Aerosmith (2002)
- Spin the Bottle: An All-Star Tribute to Kiss (2004)
- Numbers from the Beast: An All Star Salute to Iron Maiden (2005)
- Ronnie James Dio - This Is Your Life (2014)